# Bregnano
Bregnano – miejscowość i gmina we Włoszech, w regionie Lombardia, w prowincji Como.
Według danych na rok 2004 gminę zamieszkiwały 5113 osoby, 852,2 os./km².